# トフティ・トゥニヤズ
トフティ・トゥニヤズ （Tohti Tunyaz、ペンネーム：Tohti Muzart（拓和提·莫扎提）; Chinese: 吐赫提·土亚兹、拼音：TǔhètíTǔyāzī; 1959年10月1日 - 2015年5月29日）は、ウイグル人の歴史家兼作家。東京大学大学院への留学中、1998年史料収集の目的でウルムチ市内にいたところを中国政府に逮捕される。指導教官であった佐藤次高ら日本での支援者が復学・釈放に奔走するも、懲役11年の実刑判決が下される。2009年2月10日に刑期を終え出所、北京で中央アジア史研究を再開していたが、2015年5月、おそらく心臓発作により、死去 、56歳没。

## 経歴
1984年に北京の中央民族大学の歴史学部を卒業し、国家常務委員会に勤務した。彼は新疆ウイグル自治区の元知事セイフディン・エジズやイスマイル・エメットと進行を深め、エジズの作品の翻訳に携わったとされる。1995年から佐藤次高のもと東京大学大学院人文社会系研究科の博士課程に在籍し、ウイグル史と民族関係を専門としていた。日本でウイグル史に関するいくつかの論文を発表し、出所後、ペンネーム（拓和提·莫扎提）で著書を出版している。

### 著作
- 『中世纪维吾尓社会』人民出版社、2013年4月。ISBN 978-7010119090。 NCID BB13787911。 [11]
- 『中世纪维吾尓历史 Medieval Uyghur history』中央民族大学出版社、2014年7月。ISBN 978-7566007360。 NCID BB19471036。[12]

## 逮捕
最初に中国当局に逮捕されたのは1998年2月6日、調査目的で新疆ウイグル自治区を訪れた数週間後のことだった。「研究のために司書の助けを借りて50年前の文書の一部を入手してコピーした」ことが国家機密の盗用に当たると中国当局は主張した。

## 裁判
1998年11月10日、中国当局はトフティ氏を「外国人のための国家機密の盗用」と「国家不統一の扇動」の罪で起訴した。後者に関しては、「1998年に日本で『The Inside Story of the Silk Road（シルクロードの裏話）』なる本を出版して民族分離を主張した」とされている。1999年3月10日、ウルムチ中級人民法院で有罪判決を受け、控訴を経て、2000年2月15日、中国の最高裁判所で懲役11年および2年の政治的権利の剥奪を言い渡された。

### 裁判所の決定に対する見解
1999年8月にウルムチで下された判決では、『The Inside Story of the Silk Road』なる本もその原稿も証拠として提出されなかった。そもそもそのような本は実在しない。
「機密文書の漏洩」については、文書を受け取ったとされる外国人も裁判では特定されていない。トフティ氏の真の目的は、ウイグル人近代史を扱った博士論文を完成させるために資料を収集することであった。